# Sangiheöarna

Sangiheöarnas placering i Sulawesi Utara.

Sangiheöarna (indonesiska: Kepulauan Sangihe) är en ögrupp inom provinsen Sulawesi Utara i norra Indonesien, och omfattar de två administrativa distrikten Kabupaten Kepulauan Sangihe och Kabupaten Siau Tagulandang Biaro. Ögruppen ligger nordost om Sulawesi, mellan Sulawesisjön och Molucksjön. Ögrupper utgör tillsammans en ungefärlig landyta av 813 km2 där många öar är bergiga med aktiva vulkaner och näringsrik jord.
På Sangiheöarna och Talaudöarna förekommer 31 däggdjursarter och en ekorre samt en art av spökdjur är endemiska för Sangiheöarna. Antalet endemiska fågelarter är sex på Sangiheöarna och ytterligare en art är endemisk för båda ögrupper tillsammans. Antagligen hade dessa fåglar och däggdjur sitt ursprung i Sulawesi. Kräldjur och groddjur som förekommer på Sangiheöarna är däremot närmare släkt med arterna som lever på Moluckerna.